# Coupe de France de rugby à XIII 1972-1973
Navigation
Édition précédente Édition suivante
La Coupe de France de rugby à XIII 1972-1973 est la 35e édition de la Coupe de France, compétition à élimination directe mettant aux prises des clubs de rugby à XIII amateurs et professionnels affiliés à la Fédération française de jeu à XIII (aujourd'hui Fédération française de rugby à XIII).

## Liste des équipes en compétition en huitièmes de finale
| \| AS Carcassonne RC Saint-Gaudens XIII Catalan RC Marseille RC Albigeois US Villeneuve Bordeaux XIII FC Lézignan St-Jacques XIII SU Cavaillon AS Saint-Estève SO Avignon Toulouse olympique XIII Villefranche XIII XIII Limouxin US Lyon-Villeurbanne \| Clubs prenant part à la Coupe de France de rugby à XIII 1973. |
| AS Carcassonne RC Saint-Gaudens XIII Catalan RC Marseille RC Albigeois US Villeneuve Bordeaux XIII FC Lézignan St-Jacques XIII SU Cavaillon AS Saint-Estève SO Avignon Toulouse olympique XIII Villefranche XIII XIII Limouxin US Lyon-Villeurbanne                                                                     |

## Phase finale
|  | Huitièmes de finale            | Huitièmes de finale                   |               |    | Quarts de finale                  | Quarts de finale                  |  |  | Demi-finales                       | Demi-finales                       |  |  | Finale                       | Finale                       |
|  | Huitièmes de finale            | Huitièmes de finale                   |               |    | Quarts de finale                  | Quarts de finale                  |  |  | Demi-finales                       | Demi-finales                       |  |  | Finale                       | Finale                       |
|  |                                |                                       |               |    |                                   |                                   |  |  |                                    |                                    |  |  |                              |                              |
|  | le 15 avril 1973 à Toulouse    | le 15 avril 1973 à Toulouse           |               |    | le 22 avril 1973 à Mont-de-Marsan | le 22 avril 1973 à Mont-de-Marsan |  |  | le 6 mai 1973 à Villeneuve-sur-Lot | le 6 mai 1973 à Villeneuve-sur-Lot |  |  | Le 27 mai 1973 à Carcassonne | Le 27 mai 1973 à Carcassonne |
|  | le 15 avril 1973 à Toulouse    | le 15 avril 1973 à Toulouse           |               |    | le 22 avril 1973 à Mont-de-Marsan | le 22 avril 1973 à Mont-de-Marsan |  |  | le 6 mai 1973 à Villeneuve-sur-Lot | le 6 mai 1973 à Villeneuve-sur-Lot |  |  | Le 27 mai 1973 à Carcassonne | Le 27 mai 1973 à Carcassonne |
|  | Saint-Gaudens                  | 15                                    |               |    | le 22 avril 1973 à Mont-de-Marsan | le 22 avril 1973 à Mont-de-Marsan |  |  | le 6 mai 1973 à Villeneuve-sur-Lot | le 6 mai 1973 à Villeneuve-sur-Lot |  |  | Le 27 mai 1973 à Carcassonne | Le 27 mai 1973 à Carcassonne |
|  | Saint-Gaudens                  | 15                                    |               |    | le 22 avril 1973 à Mont-de-Marsan | le 22 avril 1973 à Mont-de-Marsan |  |  | le 6 mai 1973 à Villeneuve-sur-Lot | le 6 mai 1973 à Villeneuve-sur-Lot |  |  | Le 27 mai 1973 à Carcassonne | Le 27 mai 1973 à Carcassonne |
|  | Saint-Jacques                  | 8                                     |               |    | le 22 avril 1973 à Mont-de-Marsan | le 22 avril 1973 à Mont-de-Marsan |  |  | le 6 mai 1973 à Villeneuve-sur-Lot | le 6 mai 1973 à Villeneuve-sur-Lot |  |  | Le 27 mai 1973 à Carcassonne | Le 27 mai 1973 à Carcassonne |
|  | Saint-Jacques                  | 8                                     | Saint-Gaudens | 11 |                                   |                                   |  |  | le 6 mai 1973 à Villeneuve-sur-Lot | le 6 mai 1973 à Villeneuve-sur-Lot |  |  | Le 27 mai 1973 à Carcassonne | Le 27 mai 1973 à Carcassonne |
|  | le 15 avril 1973 à Carcassonne |                                       | Saint-Gaudens | 11 |                                   |                                   |  |  | le 6 mai 1973 à Villeneuve-sur-Lot | le 6 mai 1973 à Villeneuve-sur-Lot |  |  | Le 27 mai 1973 à Carcassonne | Le 27 mai 1973 à Carcassonne |
|  |                                | Albi                                  | 4             |    |                                   |                                   |  |  | le 6 mai 1973 à Villeneuve-sur-Lot | le 6 mai 1973 à Villeneuve-sur-Lot |  |  | Le 27 mai 1973 à Carcassonne | Le 27 mai 1973 à Carcassonne |
|  | Albi                           | Albi                                  | 4             | 6  |                                   |                                   |  |  | le 6 mai 1973 à Villeneuve-sur-Lot | le 6 mai 1973 à Villeneuve-sur-Lot |  |  | Le 27 mai 1973 à Carcassonne | Le 27 mai 1973 à Carcassonne |
|  | Albi                           | le 22 avril 1973 à Toulouse           |               | 6  |                                   |                                   |  |  | le 6 mai 1973 à Villeneuve-sur-Lot | le 6 mai 1973 à Villeneuve-sur-Lot |  |  | Le 27 mai 1973 à Carcassonne | Le 27 mai 1973 à Carcassonne |
|  | Cavaillon                      | 3                                     |               |    |                                   |                                   |  |  | le 6 mai 1973 à Villeneuve-sur-Lot | le 6 mai 1973 à Villeneuve-sur-Lot |  |  | Le 27 mai 1973 à Carcassonne | Le 27 mai 1973 à Carcassonne |
|  | Cavaillon                      | 3                                     | Saint-Gaudens | 17 |                                   |                                   |  |  |                                    |                                    |  |  | Le 27 mai 1973 à Carcassonne | Le 27 mai 1973 à Carcassonne |
|  | le 15 avril 1973 à Perpignan   |                                       | Saint-Gaudens | 17 |                                   |                                   |  |  |                                    |                                    |  |  | Le 27 mai 1973 à Carcassonne | Le 27 mai 1973 à Carcassonne |
|  |                                | XIII Catalan                          | 7             |    |                                   |                                   |  |  |                                    |                                    |  |  | Le 27 mai 1973 à Carcassonne | Le 27 mai 1973 à Carcassonne |
|  | XIII Catalan                   | XIII Catalan                          | 7             | 7  |                                   |                                   |  |  |                                    |                                    |  |  | Le 27 mai 1973 à Carcassonne | Le 27 mai 1973 à Carcassonne |
|  | XIII Catalan                   | le 6 mai 1973 à Lézignan              |               | 7  |                                   |                                   |  |  |                                    |                                    |  |  | Le 27 mai 1973 à Carcassonne | Le 27 mai 1973 à Carcassonne |
|  | Saint-Estève                   | 5                                     |               |    |                                   |                                   |  |  |                                    |                                    |  |  | Le 27 mai 1973 à Carcassonne | Le 27 mai 1973 à Carcassonne |
|  | Saint-Estève                   | 5                                     | XIII Catalan  | 5  |                                   |                                   |  |  |                                    |                                    |  |  | Le 27 mai 1973 à Carcassonne | Le 27 mai 1973 à Carcassonne |
|  | le 15 avril 1973 à Montpellier |                                       | XIII Catalan  | 5  |                                   |                                   |  |  |                                    |                                    |  |  | Le 27 mai 1973 à Carcassonne | Le 27 mai 1973 à Carcassonne |
|  |                                | Villeneuve-sur-Lot                    | 3             |    |                                   |                                   |  |  |                                    |                                    |  |  | Le 27 mai 1973 à Carcassonne | Le 27 mai 1973 à Carcassonne |
|  | Villeneuve-sur-Lot             | Villeneuve-sur-Lot                    | 3             | 18 |                                   |                                   |  |  |                                    |                                    |  |  | Le 27 mai 1973 à Carcassonne | Le 27 mai 1973 à Carcassonne |
|  | Villeneuve-sur-Lot             | le 22 avril 1973 à Limoux             |               | 18 |                                   |                                   |  |  |                                    |                                    |  |  | Le 27 mai 1973 à Carcassonne | Le 27 mai 1973 à Carcassonne |
|  | Avignon                        | 0                                     |               |    |                                   |                                   |  |  |                                    |                                    |  |  | Le 27 mai 1973 à Carcassonne | Le 27 mai 1973 à Carcassonne |
|  | Avignon                        | 0                                     | Saint-Gaudens | 22 |                                   |                                   |  |  |                                    |                                    |  |  |                              |                              |
|  | le 15 avril 1973 à Cahors      |                                       | Saint-Gaudens | 22 |                                   |                                   |  |  |                                    |                                    |  |  |                              |                              |
|  |                                | Carcassonne                           | 8             |    |                                   |                                   |  |  |                                    |                                    |  |  |                              |                              |
|  | Carcassonne                    | Carcassonne                           | 8             | 30 |                                   |                                   |  |  |                                    |                                    |  |  |                              |                              |
|  | Carcassonne                    |                                       |               | 30 |                                   |                                   |  |  |                                    |                                    |  |  |                              |                              |
|  | Toulouse                       | 19                                    |               |    |                                   |                                   |  |  |                                    |                                    |  |  |                              |                              |
|  | Toulouse                       | 19                                    | Carcassonne   | 14 |                                   |                                   |  |  |                                    |                                    |  |  |                              |                              |
|  | le 15 avril 1973 à Pamiers     |                                       | Carcassonne   | 14 |                                   |                                   |  |  |                                    |                                    |  |  |                              |                              |
|  |                                | Lézignan                              | 6             |    |                                   |                                   |  |  |                                    |                                    |  |  |                              |                              |
|  | Lézignan                       | Lézignan                              | 6             | 13 |                                   |                                   |  |  |                                    |                                    |  |  |                              |                              |
|  | Lézignan                       | le 22 avril 1973 à Villeneuve-sur-Lot |               | 13 |                                   |                                   |  |  |                                    |                                    |  |  |                              |                              |
|  | Villefranche                   | 1                                     |               |    |                                   |                                   |  |  |                                    |                                    |  |  |                              |                              |
|  | Villefranche                   | 1                                     | Carcassonne   | 20 |                                   |                                   |  |  |                                    |                                    |  |  |                              |                              |
|  | le 15 avril 1973 à Avignon     |                                       | Carcassonne   | 20 |                                   |                                   |  |  |                                    |                                    |  |  |                              |                              |
|  |                                | Marseille                             | 12            |    |                                   |                                   |  |  |                                    |                                    |  |  |                              |                              |
|  | Marseille                      | Marseille                             | 12            | 5  |                                   |                                   |  |  |                                    |                                    |  |  |                              |                              |
|  | Marseille                      |                                       |               | 5  |                                   |                                   |  |  |                                    |                                    |  |  |                              |                              |
|  | Limoux                         | 2                                     |               |    |                                   |                                   |  |  |                                    |                                    |  |  |                              |                              |
|  | Limoux                         | 2                                     | Marseille     | 11 |                                   |                                   |  |  |                                    |                                    |  |  |                              |                              |
|  | le 15 avril 1973 à Montpellier |                                       | Marseille     | 11 |                                   |                                   |  |  |                                    |                                    |  |  |                              |                              |
|  |                                | Bordeaux                              | 5             |    |                                   |                                   |  |  |                                    |                                    |  |  |                              |                              |
|  | Bordeaux                       | Bordeaux                              | 5             | 10 |                                   |                                   |  |  |                                    |                                    |  |  |                              |                              |
|  | Bordeaux                       |                                       |               | 10 |                                   |                                   |  |  |                                    |                                    |  |  |                              |                              |
|  | Lyon                           | 6                                     |               |    |                                   |                                   |  |  |                                    |                                    |  |  |                              |                              |
|  | Lyon                           | 6                                     |               |    |                                   |                                   |  |  |                                    |                                    |  |  |                              |                              |

## Finale - 27 mai 1973
(mt : 11 - 3)
Points marqués :
- Saint-Gaudens : 6 essais de Biffi (14e), Marsolan (23e et 73e), Puységur (32e), Molinier (60e) et Rives (63e) ; 2 transformations de Serrano.
- Carcassonne : 2 essais d'E. Bonal (37e) et Delpoux (57e) ; 1 transformation de J-M. Bonal.

Évolution du score : 
Arbitre : M. Caillot (Provence)
Spectateurs : 11 000
Composition des équipes :
- Saint-Gaudens : Gilbert Vadillo - Serge Marsolan, Michel Molinier (c), Georges Sanchez, Michel Mirouze - Serge Domenges (o), Patrick Rives (m) - Jean-Claude Puysségur, Noël Vergara, Victor Serrano, Roger Biffi, René Zaccariotto, Michel Anglade - Guy Lavigne - Entraîneur : Michel Molinier
- Carcassonne : Raymond Toujas - Jean Guilhem, Jean-Pierre Bérail, Germain Guiraud, Élie Bonal - Jean-Marie Bonal (o), Claude Galy (m) - Guy Cénet, Charles Rosado, Serge Gleyzes, Roger Coquand, Yves Raynaud, Delphin Castanon - Gérard Cavaillès, Jean Delpoux  - Entraîneurs : Puig-Aubert et André Marty

Carcassonne ne peut compter deux titulaires dans ses rangs pour cette finale, à savoir André Ruiz et Bernard Guilhem.